# Сент Терез (Квебек)
Сент Терез (фр. Sainte-Thérèse) је град у Канади у покрајини Квебек. Према резултатима пописа 2011. у граду је живело 26.025 становника.

## Становништво
Према резултатима пописа становништва из 2011. у граду је живело 26.025 становника, што је за 3,2% више у односу на попис из 2006. када је регистровано 25.224 житеља.
| 2006.  | 2011.  |
| ------ | ------ |
| 25.224 | 26.025 |